# Bodo Genz
Bodo Genz (* März 1973) ist ein deutscher Gleitschirmpilot. Bis 2005 war er Stellvertretender Vorsitzender des Deutschen Hängegleiterverbands (DHV).

## Die wichtigsten sportlichen Erfolge

### Segeln
- 2015 Seascapechallenge 1. Platz
- La Duecento 1. Platz (Seascape 27)
- Jabuka Regatta 1. Platz (in der Klasse)

### Gleitschirmfliegen
- 2001 Vizeweltmeister/Team (World Air Games)
- 2000 Vizeeuropameister/Team

6. Platz European Championship
1. Platz German Championship
1. Platz Osttirol Open
2. Platz Bavarian Open
2. Platz German Open
1. Platz PWC Granada/Single Task
- 1999 1. Platz Bavarian Open

2. Platz Nordic Open
3. Platz World Championship/Single Task
7. Platz World Championship
3. Platz World Championship/Team
2. Platz German Championship
1. Platz Aspen Open
- 1997 12. Platz German Championship
- 1996 7. Platz German Championship

3. Platz German Open
- 1995 5. Platz Juniorchallenge

| Personendaten    | Personendaten              |
| ---------------- | -------------------------- |
| NAME             | Genz, Bodo                 |
| KURZBESCHREIBUNG | deutscher Gleitschirmpilot |
| GEBURTSDATUM     | März 1973                  |